# Hermann Sudermann
Hermann Sudermann (Matzicken, 30 settembre 1857 – Berlino, 21 novembre 1928) è stato uno scrittore e drammaturgo tedesco.

## Biografia
Nacque a Matzicken, nella Prussia Orientale, attuale Macikai in Lituania.
Si rivelò con la pubblicazione di Frau Sorge (La fata del dolore, del 1887) e il successo fu ancora maggiore dopo la rappresentazione di Die Ehre (L'onore, del 1889) che sono poi i suoi due migliori lavori nella narrativa e nel teatro.
Per alcuni anni, Sudermann fu il più affermato rappresentante della nuova scuola naturalistica. I suoi lavori, scritti anche un po' superficialmente, e destinati ad avere facile presa sul pubblico, si imposero per i loro stessi difetti.
Il pubblico aveva accettato la nuova, rivoluzionaria corrente naturalistica, ed i drammi di Sudermann, simili a quelli di Gerhart Hauptmann e di Frank Wedekind, ma più accessibili e commerciali, raccolsero i frutti di una battaglia sostenuta da altri e con armi assai più valide, anche se meno allettanti delle sue.
Tuttavia, anche se la sua opera non ebbe molto impatto presso i suoi contemporanei, essa ha assolto al compito di divulgare il naturalismo nella classe tedesca medio-borghese, che sino ad allora era vissuta fuori dalle varie correnti letterarie europee.
Alcuni dei suoi lavori vennero adattati anche per il cinema.

## Opere
- Im Zwielicht: Zwanglose Geschichten, del 1886
- Frau Sorge - La fata del dolore o La donna in grigio, del 1887
- Geschwister: Zwei Novellen - Fratelli e sorelle: due novelle, del 1888
  - Die Geschichte der stillen Mühle - La storia della macina inattiva
  - Der Wunsch - Il desiderio
- Die Ehre - L'onore, lavoro teatrale del 1889/91
- Der Katzensteg - Il ponte dei gatti, del 1890
- Sodoms Ende - La fine di Sodoma, del 1891
- Jolanthes Hochzeit - Il matrimonio di Iolanda, del 1892
- Heimat, 1893 - La patria o Casa paterna[1] o Magda
- Es War, del 1894
- Die Schmetterlingsschlacht - La battaglia delle farfalle, commedia, del 1895
- Das Glück im Winkel - Felicità in un luogo tranquillo, del 1896
- Morituri, del 1896
  - Teja, Fritzchen, Das Ewig-Männlich
- Johannes - Giovanni, tragedia su Giovanni Battista, del 1898
- Die drei Reiherfedern - Tre piume di aironi, poema drammatico, del 1899
- Drei Reden - Tre letture, del 1900
- Johannisfeuer, del 1900
- Es lebe das Leben! - Lascia che viva la vita, del 1902
- Verrohung der Theaterkritik, del 1902
- Der Sturmgeselle Sokrates, commedia del 1903
  - Die Sturmgesellen: Ein Wort zur Abwehr
- Stein unter Steinen - Una pietra fra le pietre, del 1905
- Das Blumenboot - Il battello del fiume, del 1905
- Rosen - Rose, del 1907
  - Die Lichtbänder - Righe di luce, del 1908
  - Margot
  - Der letzte Besuch - L'ultima visita
  - Die Feen-Prinzessin - La fata principessa
- Das hohe Lied - L'armonia dei suoni, del 1908
- Strandkinder - Spiaggia per ragazzi, del 1909
- Der Bettler von Syrakus - Il mandicante di Siracusa, del 1911
- Die indische Lilie - L'indiana Lili, del 1911
- Der gute Ruf- Il buon nome, del 1912
- Die Lobgesänge des Claudian - Gli inni dei Claudiani, del 1914
- Die entgötterte Welt - Il mondo senza Dio, del 1915
- Litauische Geschichten - Storie lituane, del 1917
- Die Raschoffs - I Raschoffs, del 1919
- Der Hüter der Schwelle - Osservatore al passo, del 1921
- Das deutsche Schicksal - Il destino tedesco, del 1921
- Jons und Erdme: eine litauische Geschichte - Jons ed Erdme: una novella lituana, del 1921
- Das Bilderbuch meiner Jugend: Autobiographie - L'album di disegno della mia giovinezza, autobiografia del 1922
- Wie die Träumenden - Io amo i sognatori, del 1923
- Die Denkmalsweihe - Cerimonia al monumento, del 1923
- Der tolle Professor: Roman aus der Bismarckzeit - Il professore cattivo: un racconto del tempo di Bismarck, del 1926
- Der Hasenfellhändler - Il commerciante di Hareskins, del 1927
- Die Frau des Steffen Tromholt - La moglie di Steffen Tromholt, del 1927
- Purzelchen del 1928

## Filmografia
- Rehabilitiert (1910)
- Heimat, regia di Adolf Gärtner (1912)
- Die Sünden der Väter, regia di Urban Gad (1913)
- Sodoms Ende
- Die Geschichte der stillen Mühle , regia di Richard Oswald
- Vordertreppe - Hintertreppe, regia di Urban Gad - lavoro teatrale (1915)
- Der Katzensteg, regia di Max Mack - da Der Katzensteg (1915)
- Revelation, regia di Arthur Maude - lavoro teatrale Heimat (1916)
- The Flames of Johannis , regia di Edgar Lewis (1916)
- Stein unter Steinen, regia di Felix Basch - lavoro teatrale (1917)
- Magda, regia di Émile Chautard - da Heimat (1917)
- The Song of Songs, regia di Joseph Kaufman (1918)
- Lily of the Dust, regia di Dimitri Buchowetzki (1924)